# باريش
باريش (بالروسية: Барыш) هي إحدى مدن روسيا في الكيان الفدرالي الروسي أوليانوفسك أوبلاست.

## أعلام
- أولغا أبراموفا